# Astragalus kirilovii
Astragalus kirilovii es una especie de planta del género Astragalus, de la familia de las leguminosas, orden Fabales.

## Distribución
Astragalus kirilovii se distribuye por Kazajistán y Kirguistán.

## Taxonomía
Fue descrita científicamente por D. Podlech. Fue publicada en Sendtnera 6: 172 (1999).